# SASL
SASL(Simple Authentication and Security Layer)은 인터넷 프로토콜에서 인증과 데이터보안을 위한 프레임워크이다. 이것은 애플리케이션 프로토콜들로부터 인증 메커니즘을 분리시킨다. SASL사용 이론에서는, 어떤 애플리케이션 프로토콜내에 사용된 SASL로 제공된 어떤 인증 메커니즘도 허용된다. 인증 메커니즘은 프록시 인증 또한 할 수 있다. 프록시 인증은  기관이 어느 사용자가 다른 기관에서 해당신원을 추정하는 것이다. SASL은 또한 데이터 완전성과 데이터 비밀 서비스들을 제공하는 데이터 보안 레이어에서 제공할 수 있다. DIGEST-MD5 는 데이터-보안 레이어에 제공할 수 있는 어떤 메커니즘의 예로 제공된다. 일반적으로 SASL이 지원되는 애플리케이션 프로토롤은 SASL에 의해 제공된 서비스들을 보완하기 위해  전송 계층 보안(TLS)를 지원한다.
John Gardiner Myers는 카네기 멜런 대학교에서 1997년에 최초의 SASL 기술설명서를 작성했고, 2006년에, 그 문서는 Alexey Melnikov 와 Kurt D. Zeilenga 에 의해 저술된  RFC 4422에 의해 갱신되었다. SASL는 2006년에 RFC 4422에 의해 IETF Standard Track 프로토콜로써 정의되며, 표준화가 되었다.

## 같이 보기
- 전송 계층 보안